# 大川村 (熊本県)
大川村（おおかわむら）は、熊本県の中部、上益城郡にかつてあった村である。

## 歴史
- 1889年4月1日 - 上益城郡下仲間村、上仲間村、鯰村、犬淵村が合併して大川村が発足。
- 1905年10月1日 - 上島村と合併し大島村となる。